# Dvor Griček pri Črnomlju
Dvor Griček pri Črnomlju (nemško Getreid Kasten) je bil dvor, ki je stal na vzpetinci Griček pri mestu Črnomelj v občini Črnomelj.
EŠD: neregistriran objekt znotraj območja 88
Koordinati: 45°34'28,89" N 15°11'45,08" E

## Zgodovina
Prva omemba dvora je iz leta 1466, kot am Püchel. Leta 1809 so se pri dvoru spopadli uporni Črnomaljci in novomeška kompanija. V spopadu je nemški dvor pogorel. Leta 1886 je bila iz ruševin zgrajena kapelca sv. Josipa. Danes na lokaciji stoji spomenik NOB.